# Can Vila-rasa
Can Vila-rasa és una masia de Taradell (Osona) inclosa a l'Inventari del Patrimoni Arquitectònic de Catalunya.

## Descripció
Masia de planta rectangular, coberta a dues vessants amb el carener paral·lel a la façana, situada a ponent. Consta de planta baixa i primer pis. La casa presenta una annexió a la part sud, la qual es de més alçada que la resta de l'edifici i presenta un portal rectangular a la planta i un porxo i una finestra al primer pis. La façana nord presenta un portal rectangular i una finestreta al primer pis, mentre que la principal ostenta un portal rectangular amb la llinda datada ("AVE MARIA PURÍSIMA/17 IHS 91") i una altra que forma una semicircumferència i al primer pis s'hi obren tres finestres. Els escaires i les obertures són de gres de Folgueroles i els ampits de pedra de St. Vicenç. La resta de l'edifici és arrebossat i emblanquinat. Fou restaurada i no respectà la fesomia primitiva d'aquesta.

## Història
Can Vilarrasa fou una masoveria de l'antic mas el Vivet. Possiblement fou construïda al segle xviii segons la llinda del portal. D'altra banda, no la trobem registrada en els fogatges anteriors al nomenclàtor de la província de Barcelona de l'any 1860 on sí que consta.